# Мортероне
Мортероне (итал. Morterone) — коммуна в Италии, располагается в регионе Ломбардия, в провинции Лекко.
Население составляет 38 человек (2009 г.), плотность населения составляет 3 чел./км². Занимает площадь 13 км². Почтовый индекс — 23811. Телефонный код — 0341.
В коммуне 15 августа особо празднуется Успение Пресвятой Богородицы.

## Демография
Динамика населения:

## Города-побратимы
- Брумано, Италия (2007)

## Администрация коммуны
- Официальный сайт: https://web.archive.org/web/20150512075816/http://www.comune.morterone.lc.it/